# Tijden van groei
Tijden van groei is een artistiek kunstwerk in Amsterdam-Centrum.
Het kunstwerk werd gesponsord door De Nederlandsche Bank in een periode dat hun hoofdkantoor aan het Westeinde een grondige renovatie onderging. De ronde toren verdween en het casco van het overblijvende gebouw werd gestript. Het werd ontworpen door Femke Beers (sociaal innovator), Manon Poliste (ruimtelijk ontwerp) en Suzan Hijink (illustraties), drie afgestudeerde kunstenaars van de Hogeschool voor de Kunsten Utrecht, uitgewerkt met Studio Mieke Meijer, die ook de begeleiding verzorgde (aanvragen vergunningen etc.). Klaas Knot van DNB gaf bij de onthulling een toelichting op het beeld. Het beeld geeft groei op allerlei vlakken weer: in natuur en cultuur, in mens en maatschappij en in economie en technologie. Knot: "Voor mij is dat de kracht van kunst", stilstaan bij het verleden en dat weer verder met nieuw inzicht. Het moest weergeven wat de centrale thema’s van de bank zijn.
Het bestaat uit drie grote metalen bogen. Die bogen werden opgevuld met illustraties die verwijzen naar groei. 
Knot onthulde het beeld op 2 juli 2021 in aanwezigheid van buurtbewoners. Het is de bedoeling dat het kunstwerk gedurende de renovatie tot minstens 2023 blijft groeien, waardoor steeds een nieuw beeld ontstaat. Of het beeld na de renovatie blijft staan of verhuist is niet bekend.